# Mistrzostwa Polski w Narciarstwie 1934
Mistrzostwa Polski w Narciarstwie 1934 – zawody sportowe, które odbyły się w dniach 31 grudnia 1933 r. w Wiśle oraz 8–11 lutego 1934 r. w Zakopanem w konkurencjach narciarskich.

## Medaliści
| Konkurencja                                                | Złoto | Rezultat | Srebro                                                                 | Rezultat | Brąz                                                                                         | Rezultat |
| Bieg rozstawny ‧ 31 grudnia 1933 ‧ Wisła                   | |          |                                                                        |          |                                                                                              |          |
| Bieg rozstawny 5 x 10 km                                   | SN TS Wisła Zakopane Stanisław Michalski Edward Nowacki Józef Sitarz Marian Woyna Orlewicz Michał Górski | 4:51:14  | Śląski Klub Narciarski Fiedor Jan Haratyk Jan Legierski Matuszny Krzok | 4:52:10  | ON Sokół Zakopane Tadeusz Wowkonowicz Franciszek Mrowca Julian Motyka Stopka Zdzisław Motyka | 4:57:16  |
| Program klasyczny i alpejski ‧ 8–11 lutego 1934 ‧ Zakopane | |          |                                                                        |          |                                                                                              |          |
| Kombinacja norweska mężczyzn Bieg złożony mężczyzn         | Bronisław Czech SN PTT Zakopane                                                                          | 440,9    | František Šimůnek ČSL, Czechosłowacja                                  | 432,8    | Andrzej Marusarz SN PTT Zakopane                                                             | 425      |
| Bieg na 18 km mężczyzn                                     | Cyril Musil ČSL, Czechosłowacja                                                                          | 1:36:24  | František Šimůnek ČSL, Czechosłowacja                                  | 1:36:44  | Jan Kučera ČSL, Czechosłowacja                                                               | 1:38:20  |
| Bieg na 18 km mężczyzn Obsada polska                       | (5.) Marian Woyna Orlewicz SN TS Wisła Zakopane                                                          | 1:39:28  | (6.) Stanisław Skupień SN PTT Zakopane                                 | 1:39:47  | (8.) Bronisław Czech SN PTT Zakopane                                                         | 1:40:05  |
| Bieg na 50 km mężczyzn                                     | Cyril Musil ČSL, Czechosłowacja                                                                          | 3:34:25  | Vladimír Novák ČSL, Czechosłowacja                                     | 3:42:59  | Stanisław Karpiel SN Strzelec Zakopane                                                       | 3:43:23  |
| Skoki mężczyzn                                             | Nils Eie NSF, Norwegia                                                                                   | 214,22   | Bronisław Czech SN PTT Zakopane                                        | 208,4    | Jaroslav Lukeš ČSL, Czechosłowacja                                                           | 194,5    |
| Skoki mężczyzn Obsada polska                               | (2.) Bronisław Czech SN PTT Zakopane                                                                     | 208,4    | (4.) Józef Bursa ON Sokół Zakopane                                     | 185,5    | (5.) Jan Legierski ŚKN Katowice                                                              | 184,3    |
| Kombinacja alpejska mężczyzn                               | Franz Kraus HDW, Czechosłowacja                                                                          | 91,26    | Michał Jabłoński SN PTT Zakopane                                       | 90,64    | Fedor Weinschenck Wintersportclub Bielsko                                                    | 89,54    |
| Bieg zjazdowy mężczyzn                                     | Franz Kraus HDW, Czechosłowacja                                                                          | 2:57     | Fedor Weinschenck Wintersportclub Bielsko                              | 3:16     | Karol Zając SN PTT Zakopane                                                                  | 3:19     |
| Slalom mężczyzn                                            | Hubert Heim JZSS, Jugosławia                                                                             | 2:46,2   | Josef Bräth HDW, Czechosłowacja                                        | 2:53,7   | Michał Jabłoński SN PTT Zakopane                                                             | 2:56,7   |
| Bieg zjazdowy kobiet                                       | Bronisława Staszel-Polankowa ON Sokół Zakopane                                                           | 2:01     | Zofia Stopkówna SN PTT Zakopane                                        | 2:46     | Helena Marusarzówna SN PTT Zakopane                                                          | 3:11     |